# Tournoi de Paris
Das Tournoi de Paris war ein Judo-Turnier in Paris. Es wurde 1971 erstmals ausgetragen, wobei sich insbesondere Henri Courtine, der damalige technische Direktor des französischen Judoverbandes, für ein internationales  Judoturnier in Frankreich engagiert hatte. Bis 2001 war das Tournoi de Paris ein Weltcup-Turnier. Von 2002 bis 2004 wurde es als Super-A-Turnier geführt und von 2005 bis 2008 wurde es als Super-Weltcup-Turnier durchgeführt. Seit 2009 findet es als Grand-Slam-Turnier statt.
Ausgetragen wurde das Tournoi de Paris von 1971 bis 1989 und von 1991 bis 1999 im Stade Pierre de Coubertin, während eines Umbaus musste das Turnier 1990 in die Halle Georges-Carpentier ausweichen. Seit 2000 fand es im Palais Omnisports de Paris-Bercy statt.
Im Folgenden sind die Siegerlisten von 1971 bis 2008 aufgeführt, zum Grand-Slam-Turnier siehe dort.

## Siegerliste des Turniers 1971
Das erste Tournoi de Paris fand am 6. Februar 1971 statt. Die Sieger kamen aus vier verschiedenen Ländern
| Gewichtsklasse    | Männer          |             |
| ----------------- | --------------- | ----------- |
| Leichtgewicht     | Dieter Scholz   | DDR         |
| Weltergewicht     | Claude Guérin   | Frankreich  |
| Mittelgewicht     | Shōzō Fujii     | Japan       |
| Halbschwergewicht | Tsukio Kawahara | Japan       |
| Schwergewicht     | Willem Ruska    | Niederlande |

## Siegerliste des Turniers 1973
Das zweite Tournoi de Paris fand am 27. Januar 1973 statt. Mit Jean-Jacques Mounier im Leichtgewicht und Guy Auffray im Mittelgewicht erreichten zwei Franzosen das Finale, beide verloren jedoch gegen einen Japaner, insgesamt kamen vier Sieger aus Japan.
| Gewichtsklasse    | Männer            |       |
| ----------------- | ----------------- | ----- |
| Leichtgewicht     | Yoshiharu Minami  | Japan |
| Weltergewicht     | Antoni Zajkowski  | Polen |
| Mittelgewicht     | Isamu Sonoda      | Japan |
| Halbschwergewicht | Takafumi Ueguchi  | Japan |
| Schwergewicht     | Kazuhiro Ninomiya | Japan |

## Siegerliste des Turniers 1974
Das dritte Tournoi de Paris fand am 2. Februar 1974 statt.
| Gewichtsklasse    | Männer                |             |
| ----------------- | --------------------- | ----------- |
| Leichtgewicht     | Schengeli Pizchelauri | Sowjetunion |
| Weltergewicht     | Furukawa              | Japan       |
| Mittelgewicht     | Jean-Paul Coche       | Frankreich  |
| Halbschwergewicht | Jean-Luc Rougé        | Frankreich  |
| Schwergewicht     | Sumio Endō            | Japan       |

## Siegerliste des Turniers 1976
Das vierte Tournoi de Paris fand am 17. Januar 1976 statt. Wie 1973 kamen vier Sieger aus Japan.
| Gewichtsklasse    | Männer             |             |
| ----------------- | ------------------ | ----------- |
| Leichtgewicht     | Yasuhiko Moriwaki  | Japan       |
| Weltergewicht     | Waleri Dwoinikow   | Sowjetunion |
| Mittelgewicht     | Yoshimi Hara       | Japan       |
| Halbschwergewicht | Takafumi Ueguchi   | Japan       |
| Schwergewicht     | Yasuhiro Yamashita | Japan       |

## Siegerliste des Turniers 1977
Das fünfte Tournoi de Paris fand am 15. und 16. Januar 1977 statt. Nachdem erstmals sieben statt fünf Wettbewerbe ausgetragen wurden, dauerte das Turnier zwei Tage. Mit Yasuhiko Moriwaki konnte erstmals ein Vorjahresgewinner seinen Sieg wiederholen.
| Gewichtsklasse     | Männer            |            |
| ------------------ | ----------------- | ---------- |
| Superleichtgewicht | Yasuhiko Moriwaki | Japan      |
| Halbleichtgewicht  | Kiyosuke Sahara   | Japan      |
| Leichtgewicht      | Noriyoshi Gotanda | Japan      |
| Halbmittelgewicht  | Seiji Sakaguchi   | Japan      |
| Mittelgewicht      | Detlef Ultsch     | DDR        |
| Halbschwergewicht  | Tsukio Kawahara   | Japan      |
| Schwergewicht      | Jean-Luc Rougé    | Frankreich |

## Siegerliste des Turniers 1978
Das sechste Tournoi de Paris fand am 21. und 22. Januar 1978 statt.
| Gewichtsklasse     | Männer               |             |
| ------------------ | -------------------- | ----------- |
| Superleichtgewicht | Thierry Rey          | Frankreich  |
| Halbleichtgewicht  | Torsten Reißmann     | DDR         |
| Leichtgewicht      | Kyoto Katsuki        | Japan       |
| Halbmittelgewicht  | Harald Heinke        | DDR         |
| Mittelgewicht      | Aleksandrs Jackēvičs | Sowjetunion |
| Halbschwergewicht  | Angelo Parisi        | Frankreich  |
| Schwergewicht      | Tsuyoshi Yoshioka    | Japan       |

## Siegerliste des Turniers 1979
Das siebte Tournoi de Paris fand am 13. und 14. Januar 1979 statt.
| Gewichtsklasse     | Männer             |            |
| ------------------ | ------------------ | ---------- |
| Superleichtgewicht | Thierry Rey        | Frankreich |
| Halbleichtgewicht  | Katsunori Akimoto  | Japan      |
| Leichtgewicht      | Kazuo Yoshimura    | Japan      |
| Halbmittelgewicht  | Hiroyuki Kabasawa  | Japan      |
| Mittelgewicht      | Masao Takahashi    | Japan      |
| Halbschwergewicht  | Jean-Luc Rougé     | Frankreich |
| Schwergewicht      | Yasuhiro Yamashita | Japan      |

## Siegerliste des Turniers 1981
Das achte Tournoi de Paris fand am 17. und 18. Januar 1981 statt. 1980 hatte kein Turnier stattgefunden, weil im Dezember 1979 an gleicher Stelle die Weltmeisterschaften 1979 ausgetragen worden waren.
| Gewichtsklasse     | Männer               |            |
| ------------------ | -------------------- | ---------- |
| Superleichtgewicht | Kazuya Fujike        | Japan      |
| Halbleichtgewicht  | Guy Delvingt         | Frankreich |
| Leichtgewicht      | Takahiro Nishida     | Japan      |
| Halbmittelgewicht  | Michel Nowak         | Frankreich |
| Mittelgewicht      | Bernard Tchoullouyan | Frankreich |
| Halbschwergewicht  | Shusaku Kondo        | Japan      |
| Schwergewicht      | Hitoshi Saitō        | Japan      |

## Siegerliste des Turniers 1982
Das neunte Tournoi de Paris fand am 23. und 24. Januar 1982 statt.
| Gewichtsklasse     | Männer              |            |
| ------------------ | ------------------- | ---------- |
| Superleichtgewicht | Kenichi Haraguchi   | Japan      |
| Halbleichtgewicht  | Guy Delvingt        | Frankreich |
| Leichtgewicht      | Hidetoshi Nakanishi | Japan      |
| Halbmittelgewicht  | Nobutoshi Hikage    | Japan      |
| Mittelgewicht      | Martin Lieb         | Österreich |
| Halbschwergewicht  | Isaac Azcuy         | Kuba       |
| Schwergewicht      | Angelo Parisi       | Frankreich |

## Siegerliste des Turniers 1984
Das zehnte Tournoi de Paris fand am 21. und 22. Januar 1984 statt.
| Gewichtsklasse     | Männer             |            |
| ------------------ | ------------------ | ---------- |
| Superleichtgewicht | Raffaelle Rennella | Italien    |
| Halbleichtgewicht  | Yōsuke Yamamoto    | Japan      |
| Leichtgewicht      | Christian Dyot     | Frankreich |
| Halbmittelgewicht  | Yoji Akahoshi      | Japan      |
| Mittelgewicht      | Peter Seisenbacher | Österreich |
| Halbschwergewicht  | Ha Hyung-joo       | Südkorea   |
| Schwergewicht      | Angelo Parisi      | Frankreich |

## Siegerliste des Turniers 1985
Das elfte Tournoi de Paris fand am 12. und 13. Januar 1985 statt.
| Gewichtsklasse     | Männer             |             |
| ------------------ | ------------------ | ----------- |
| Superleichtgewicht | Mamoru Kida        | Japan       |
| Halbleichtgewicht  | Jean-Pierre Hansen | Frankreich  |
| Leichtgewicht      | Richard Melillo    | Frankreich  |
| Halbmittelgewicht  | Lee Koai-hwa       | Südkorea    |
| Mittelgewicht      | Fabien Canu        | Frankreich  |
| Halbschwergewicht  | Günther Neureuther | BRD         |
| Schwergewicht      | Gennadi Jaramenko  | Sowjetunion |

## Siegerliste des Turniers 1986
Das zwölfte Tournoi de Paris fand am 11. und 12. Januar 1986 statt.
| Gewichtsklasse     | Männer              |            |
| ------------------ | ------------------- | ---------- |
| Superleichtgewicht | Tatsuya Deguchi     | Japan      |
| Halbleichtgewicht  | Jean-Pierre Hansen  | Frankreich |
| Leichtgewicht      | Yoshioka            | Japan      |
| Halbmittelgewicht  | Frank Wieneke       | BRD        |
| Mittelgewicht      | Fabien Canu         | Frankreich |
| Halbschwergewicht  | Robert Van De Walle | Belgien    |
| Schwergewicht      | Christian Vachon    | Frankreich |

## Siegerliste des Turniers 1987
Das 13. Tournoi de Paris fand am 10. und 11. Januar 1987 statt.
| Gewichtsklasse     | Männer             |             |
| ------------------ | ------------------ | ----------- |
| Superleichtgewicht | Yuzi Ozawa         | Japan       |
| Halbleichtgewicht  | Jean-Pierre Hansen | Frankreich  |
| Leichtgewicht      | Marc Alexandre     | Frankreich  |
| Halbmittelgewicht  | Andreas Reeh       | BRD         |
| Mittelgewicht      | Pierre Vachon      | Frankreich  |
| Halbschwergewicht  | Stéphane Traineau  | Frankreich  |
| Schwergewicht      | Chabil Biktaschew  | Sowjetunion |

## Siegerliste des Turniers 1988
Das 14. Tournoi de Paris fand vom 12. bis zum 14. Februar 1988 statt. Erstmals wurden auch Wettbewerbe im Frauenjudo angeboten. Wegen der zusätzlichen Wettbewerbe betrug die Turnierdauer erstmals drei Tage. Mit 11 Siegen und 28 Medaillen in 14 Wettbewerben waren die Franzosen so erfolgreich wie noch nie, hingegen ging nur ein Sieg nach Japan.
| Gewichtsklasse     | Männer             |             | Frauen           |            |
| ------------------ | ------------------ | ----------- | ---------------- | ---------- |
| Superleichtgewicht | Philippe Pradayrol | Frankreich  | Martine Dupond   | Frankreich |
| Halbleichtgewicht  | Bruno Carabatta    | Frankreich  | Noriko Mizoguchi | Japan      |
| Leichtgewicht      | Marc Alexandre     | Frankreich  | Catherine Arnaud | Frankreich |
| Halbmittelgewicht  | Marcel Pietri      | Frankreich  | Céline Géraud    | Frankreich |
| Mittelgewicht      | Fabien Canu        | Frankreich  | Claire Lecat     | Frankreich |
| Halbschwergewicht  | Stéphane Traineau  | Frankreich  | Aline Batailler  | Frankreich |
| Schwergewicht      | Oleg Sintschenko   | Sowjetunion | Karin Kutz       | BRD        |

## Siegerliste des Turniers 1989
Das 15. Tournoi de Paris fand vom 9. bis zum 12. Februar 1989 statt.
| Gewichtsklasse     | Männer              |            | Frauen                  |             |
| ------------------ | ------------------- | ---------- | ----------------------- | ----------- |
| Superleichtgewicht | Marino Cattedra     | Italien    | Cécile Nowak            | Frankreich  |
| Halbleichtgewicht  | Hugo Kendelbacher   | BRD        | Noriko Mizoguchi        | Japan       |
| Leichtgewicht      | Yukiharu Yoshitaka  | Japan      | Jenny Gal               | Niederlande |
| Halbmittelgewicht  | Jean-Michel Berthet | Frankreich | Catherine Fleury-Vachon | Frankreich  |
| Mittelgewicht      | Pascal Tayot        | Frankreich | Emanuela Pierantozzi    | Italien     |
| Halbschwergewicht  | François Fournier   | Frankreich | Yōko Tanabe             | Japan       |
| Schwergewicht      | Laurent Del Colombo | Frankreich | Angelique Seriese       | Niederlande |

## Siegerliste des Turniers 1990
Das 16. Tournoi de Paris fand vom 9. bis zum 11. Februar 1990 statt.
| Gewichtsklasse     | Männer               |             | Frauen           |            |
| ------------------ | -------------------- | ----------- | ---------------- | ---------- |
| Superleichtgewicht | Hitoshi Noguchi      | Japan       | Cécile Nowak     | Frankreich |
| Halbleichtgewicht  | Amiran Totikaschwili | Sowjetunion | Christel Deliège | Belgien    |
| Leichtgewicht      | Marc Verillotte      | Frankreich  | Cho Min-sun      | Südkorea   |
| Halbmittelgewicht  | Tatsuto Mochida      | Japan       | Takako Kobayashi | Japan      |
| Mittelgewicht      | Jean-Louis Geymond   | Frankreich  | Claire Lecat     | Frankreich |
| Halbschwergewicht  | Roger Vachon         | Frankreich  | Yōko Tanabe      | Japan      |
| Schwergewicht      | Hideyuki Sekine      | Japan       | Moon Ji-yoon     | Südkorea   |

## Siegerliste des Turniers 1991
Das 17. Tournoi de Paris fand vom 8. bis zum 10. Februar 1991 statt.
| Gewichtsklasse     | Männer             |             | Frauen                  |            |
| ------------------ | ------------------ | ----------- | ----------------------- | ---------- |
| Superleichtgewicht | Thierry Harismendy | Frankreich  | Cécile Nowak            | Frankreich |
| Halbleichtgewicht  | Philip Laats       | Belgien     | Almudena Muñoz          | Spanien    |
| Leichtgewicht      | Bruno Carabetta    | Frankreich  | Jung Sun-yong           | Südkorea   |
| Halbmittelgewicht  | Marko Spittka      | Deutschland | Catherine Fleury-Vachon | Frankreich |
| Mittelgewicht      | Pascal Tayot       | Frankreich  | Odalis Revé             | Kuba       |
| Halbschwergewicht  | Stéphane Traineau  | Frankreich  | Emanuela Pierantozzi    | Italien    |
| Schwergewicht      | Henry Stöhr        | Deutschland | Moon Ji-yoon            | Südkorea   |

## Siegerliste des Turniers 1992
Das 18. Tournoi de Paris fand vom 31. Januar bis zum 2. Februar 1992 statt.
| Gewichtsklasse     | Männer              |            | Frauen           |                        |
| ------------------ | ------------------- | ---------- | ---------------- | ---------------------- |
| Superleichtgewicht | Girolamo Giovinazzo | Italien    | Karen Briggs     | Vereinigtes Königreich |
| Halbleichtgewicht  | Kenji Maruyama      | Japan      | Sharon Rendle    | Vereinigtes Königreich |
| Leichtgewicht      | Chung Hoon-yong     | Südkorea   | Miriam Blasco    | Spanien                |
| Halbmittelgewicht  | Kim Byung-koo       | Südkorea   | Yael Arad        | Israel                 |
| Mittelgewicht      | Pascal Tayot        | Frankreich | Cho Min-sun      | Südkorea               |
| Halbschwergewicht  | Leonid Svirid       | GUS        | Kim Mi-jung      | Südkorea               |
| Schwergewicht      | Hideyuki Sekine     | Japan      | Estela Rodríguez | Kuba                   |

## Siegerliste des Turniers 1993
Das 19. Tournoi de Paris fand vom 12. bis zum 14. Februar 1993 statt.
| Gewichtsklasse     | Männer            |                        | Frauen            |            |
| ------------------ | ----------------- | ---------------------- | ----------------- | ---------- |
| Superleichtgewicht | Nigel Donohue     | Vereinigtes Königreich | Ryōko Tamura      | Japan      |
| Halbleichtgewicht  | Yukimasa Nakamura | Japan                  | Cécile Nowak      | Frankreich |
| Leichtgewicht      | Martin Schmidt    | Deutschland            | Jung Sun-yong     | Südkorea   |
| Halbmittelgewicht  | Jeon Ki-young     | Südkorea               | Gella Vandecaveye | Belgien    |
| Mittelgewicht      | Hidehiko Yoshida  | Japan                  | Odalis Revé       | Kuba       |
| Halbschwergewicht  | Stéphane Traineau | Frankreich             | Laetitia Meignan  | Frankreich |
| Schwergewicht      | Koichiro Mitani   | Japan                  | Moon Ji-yoon      | Südkorea   |

## Siegerliste des Turniers 1994
Das 20. Tournoi de Paris fand vom 11. bis zum 13. Februar 1994 statt.
| Gewichtsklasse     | Männer             |            | Frauen            |             |
| ------------------ | ------------------ | ---------- | ----------------- | ----------- |
| Superleichtgewicht | Kim Hyuk           | Südkorea   | Atsuko Nagai      | Japan       |
| Halbleichtgewicht  | Hamid Abdoune      | Frankreich | Legna Verdecia    | Kuba        |
| Leichtgewicht      | Patrick Rosso      | Frankreich | Noriko Mizoguchi  | Japan       |
| Halbmittelgewicht  | Yoon Dong-sik      | Südkorea   | Gella Vandecaveye | Belgien     |
| Mittelgewicht      | Ruslan Maschurenko | Ukraine    | Odalis Revé       | Kuba        |
| Halbschwergewicht  | Eric Fauroux       | Frankreich | Diadenis Luna     | Kuba        |
| Schwergewicht      | Indrek Pertelson   | Estland    | Angelique Seriese | Niederlande |

## Siegerliste des Turniers 1995
Das 21. Tournoi de Paris fand vom 10. bis zum 12. Februar 1995 statt.
| Gewichtsklasse     | Männer             |          | Frauen         |            |
| ------------------ | ------------------ | -------- | -------------- | ---------- |
| Superleichtgewicht | Kenichi Harada     | Japan    | Sylvie Meloux  | Frankreich |
| Halbleichtgewicht  | Napya Uchimura     | Japan    | Almudena Muñoz | Spanien    |
| Leichtgewicht      | Takehisa Iwakawa   | Japan    | Jung Sun-yong  | Südkorea   |
| Halbmittelgewicht  | Yoon Dong-sik      | Südkorea | Jung Sung-sook | Südkorea   |
| Mittelgewicht      | Hiehiko Yoshida    | Japan    | Cho Min-sun    | Südkorea   |
| Halbschwergewicht  | Paweł Nastula      | Polen    | Ulla Werbrouck | Belgien    |
| Schwergewicht      | Shinichi Shinohara | Japan    | Noriko Anno    | Japan      |

## Siegerliste des Turniers 1996
Das 22. Tournoi de Paris fand vom 9. bis zum 11. Februar 1996 statt.
| Gewichtsklasse     | Männer            |            | Frauen              |             |
| ------------------ | ----------------- | ---------- | ------------------- | ----------- |
| Superleichtgewicht | Franck Chambilly  | Frankreich | Amarilis Savón      | Kuba        |
| Halbleichtgewicht  | Yukimasa Nakamura | Japan      | Noriko Narazaki     | Japan       |
| Leichtgewicht      | Kenzo Nakamura    | Japan      | Noriko Mizoguchi    | Japan       |
| Halbmittelgewicht  | Darcel Yandzi     | Frankreich | Ileana Beltrán      | Kuba        |
| Mittelgewicht      | Adrian Croitoru   | Rumänien   | Isabelle Beauruelle | Frankreich  |
| Halbschwergewicht  | Paweł Nastula     | Polen      | Yōko Tanabe         | Japan       |
| Schwergewicht      | Naoya Ogawa       | Japan      | Johanna Hagn        | Deutschland |

## Siegerliste des Turniers 1997
Das 23. Tournoi de Paris fand vom 7. bis zum 9. Februar 1997 statt.
| Gewichtsklasse     | Männer             |             | Frauen           |                        |
| ------------------ | ------------------ | ----------- | ---------------- | ---------------------- |
| Superleichtgewicht | Kazuhiko Tokuno    | Japan       | Atsuko Nagai     | Japan                  |
| Halbleichtgewicht  | Naoya Uchimura     | Japan       | Noriko Narazaki  | Japan                  |
| Leichtgewicht      | Kwak Dae-sung      | Südkorea    | Driulis Gonzalez | Kuba                   |
| Halbmittelgewicht  | Cho In-chul        | Südkorea    | Hiroko Kitazume  | Japan                  |
| Mittelgewicht      | Jeon Ki-Young      | Südkorea    | Kate Howey       | Vereinigtes Königreich |
| Halbschwergewicht  | Daniel Gürschner   | Deutschland | Noriko Anno      | Japan                  |
| Schwergewicht      | Shinichi Shinohara | Japan       | Céline Lebrun    | Frankreich             |

## Siegerliste des Turniers 1998
Das 24. Tournoi de Paris fand vom 6. bis zum 8. Februar 1998 statt.
| Gewichtsklasse     | Männer               |          | Frauen           |            |
| ------------------ | -------------------- | -------- | ---------------- | ---------- |
| Superleichtgewicht | Kazuhiko Tokuno      | Japan    | Sarah Nichilo    | Frankreich |
| Halbleichtgewicht  | Giorgi Rewasischwili | Georgien | Legna Verdecia   | Kuba       |
| Leichtgewicht      | Jimmy Pedro          | USA      | Driulis Gonzalez | Kuba       |
| Halbmittelgewicht  | Sergio Doménech      | Spanien  | Nami Kimoto      | Japan      |
| Mittelgewicht      | Yoshio Nakamura      | Japan    | Sibelis Veranes  | Kuba       |
| Halbschwergewicht  | Pedro Soares         | Portugal | Diadenis Luna    | Kuba       |
| Schwergewicht      | Ernesto Pérez        | Spanien  | Brigitte Olivier | Belgien    |

## Siegerliste des Turniers 1999
Das 25. Tournoi de Paris fand vom 11. bis zum 14. Februar 1999 statt.
| Gewichtsklasse     | Männer               |             | Frauen               |         |
| ------------------ | -------------------- | ----------- | -------------------- | ------- |
| Superleichtgewicht | Oscar Peñas          | Spanien     | Amarilis Savón       | Kuba    |
| Halbleichtgewicht  | Yukimasa Nakamura    | Japan       | Legna Verdecia       | Kuba    |
| Leichtgewicht      | Ferrid Kheder        | Frankreich  | Isabel Fernández     | Spanien |
| Halbmittelgewicht  | Masahiko Tomouchi    | Japan       | Jenny Gal            | Italien |
| Mittelgewicht      | Giorgi Gugawa        | Georgien    | Ylenia Scapin        | Italien |
| Halbschwergewicht  | Ben Sonnemans        | Niederlande | Emanuela Pierantozzi | Italien |
| Schwergewicht      | Dennis van der Geest | Niederlande | Miho Ninomiya        | Japan   |

## Siegerliste des Turniers 2000
Das 26. Tournoi de Paris fand vom 12. bis zum 13. Februar 2000 statt.
| Gewichtsklasse     | Männer                |             | Frauen         |            |
| ------------------ | --------------------- | ----------- | -------------- | ---------- |
| Superleichtgewicht | Tadahiro Nomura       | Japan       | Atsuko Nagai   | Japan      |
| Halbleichtgewicht  | Yordanis Arenciba     | Kuba        | Liu Yuxiang    | China      |
| Leichtgewicht      | Ferrid Kheder         | Frankreich  | Magali Baton   | Frankreich |
| Halbmittelgewicht  | Maarten Arens         | Niederlande | Jung Sung-sook | Südkorea   |
| Mittelgewicht      | Frédéric Demontfaucon | Frankreich  | Ulla Werbrouck | Belgien    |
| Halbschwergewicht  | Kōsei Inoue           | Japan       | Edinanci Silva | Brasilien  |
| Schwergewicht      | Yasuyuki Muneta       | Japan       | Yuan Hua       | China      |

## Siegerliste des Turniers 2001
Das 27. Tournoi de Paris fand vom 10. bis zum 11. Februar 2001 statt.
| Gewichtsklasse     | Männer              |            | Frauen             |             |
| ------------------ | ------------------- | ---------- | ------------------ | ----------- |
| Superleichtgewicht | Kazuhiko Tokuno     | Japan      | Sarah Nichilo      | Frankreich  |
| Halbleichtgewicht  | Islam Mazijew       | Russland   | Raffaella Imbriani | Deutschland |
| Leichtgewicht      | Daniel Fernandes    | Frankreich | Kie Kusakabe       | Japan       |
| Halbmittelgewicht  | Kenzo Nakamura      | Japan      | Lucie Décosse      | Frankreich  |
| Mittelgewicht      | Masatoshi Tobitsuka | Japan      | Ulla Werbrouck     | Belgien     |
| Halbschwergewicht  | Antal Kovács        | Ungarn     | Céline Lebrun      | Frankreich  |
| Schwergewicht      | Jérôme Dreyfus      | Frankreich | Midori Shintani    | Japan       |

## Siegerliste des Turniers 2002
Das Tournoi de Paris fand vom 9. bis zum 10. Februar 2002 statt. War es bis dahin offiziell ein Weltcup-Turnier, wurde es 2002 erstmals als Super-A-Turnier bezeichnet.
| Gewichtsklasse     | Männer            |             | Frauen              |            |
| ------------------ | ----------------- | ----------- | ------------------- | ---------- |
| Superleichtgewicht | Choi Min-ho       | Südkorea    | Frédérique Jossinet | Frankreich |
| Halbleichtgewicht  | Yordanis Arenciba | Kuba        | Salima Souakri      | Algerien   |
| Leichtgewicht      | Koen Sleeckx      | Belgien     | Yurisleidys Lupetey | Kuba       |
| Halbmittelgewicht  | Yoshihiro Akiyama | Japan       | Gella Vandecaveye   | Belgien    |
| Mittelgewicht      | Mark Huizinga     | Niederlande | Masae Ueno          | Japan      |
| Halbschwergewicht  | Keiji Suzuki      | Japan       | Mizuho Matsuzaki    | Japan      |
| Schwergewicht      | Aythami Ruano     | Spanien     | Midori Shintani     | Japan      |

## Siegerliste des Turniers 2003
Das zweite Super A-Tournament Tournoi de Paris fand vom 8. bis zum 9. Februar 2003 statt.
| Gewichtsklasse     | Männer             |                        | Frauen              |             |
| ------------------ | ------------------ | ---------------------- | ------------------- | ----------- |
| Superleichtgewicht | Craig Fallon       | Vereinigtes Königreich | Frédérique Jossinet | Frankreich  |
| Halbleichtgewicht  | Larbi Benboudaoud  | Frankreich             | Lee Eun-hee         | Südkorea    |
| Leichtgewicht      | Masahiro Takamatsu | Japan                  | Yurisleidys Lupetey | Kuba        |
| Halbmittelgewicht  | Kenzo Nakamura     | Japan                  | Gella Vandecaveye   | Belgien     |
| Mittelgewicht      | Yosvane Despaigne  | Kuba                   | Edith Bosch         | Niederlande |
| Halbschwergewicht  | Keiji Suzuki       | Japan                  | Noriko Anno         | Japan       |
| Schwergewicht      | Yasuyuki Muneta    | Japan                  | Jia Xueying         | China       |

## Siegerliste des Turniers 2004
Das dritte Super A-Tournament Tournoi de Paris fand vom 7. bis zum 8. Februar 2004 statt.
| Gewichtsklasse     | Männer                           |            | Frauen           |            |
| ------------------ | -------------------------------- | ---------- | ---------------- | ---------- |
| Superleichtgewicht | Tadahiro Nomura                  | Japan      | Kayo Kitada      | Japan      |
| Halbleichtgewicht  | Tomoo Torii                      | Japan      | Xian Dongmei     | China      |
| Leichtgewicht      | Masahiro Takamatsu               | Japan      | Isabel Fernández | Spanien    |
| Halbmittelgewicht  | Anthony Rodriguez                | Frankreich | Lucie Décosse    | Frankreich |
| Mittelgewicht      | Hiroshi Izumi                    | Japan      | Amina Abdellatif | Frankreich |
| Halbschwergewicht  | Ariel Zeevi                      | Israel     | Céline Lebrun    | Frankreich |
| Schwergewicht      | Seyed Mahmoudreza Miran Fashandi | Iran       | Liu Huanyuan     | China      |

## Siegerliste des Turniers 2005
Ab 2005 wurde das Turnier als Super World Cup Tournoi de Paris bezeichnet. Das erste Super World Cup Tournoi de Paris fand vom 5. bis zum 6. Februar 2005 statt.
| Gewichtsklasse     | Männer           |              | Frauen            |             |
| ------------------ | ---------------- | ------------ | ----------------- | ----------- |
| Superleichtgewicht | Ludwig Paischer  | Österreich   | Kayo Kitada       | Japan       |
| Halbleichtgewicht  | Hiroyuki Akimoto | Japan        | Annabelle Euranie | Frankreich  |
| Leichtgewicht      | Daniel Fernandes | Frankreich   | Isabel Fernández  | Spanien     |
| Halbmittelgewicht  | Guillaume Elmont | Niederlande  | Yoshie Ueno       | Japan       |
| Mittelgewicht      | Ilias Iliadis    | Griechenland | Edith Bosch       | Niederlande |
| Halbschwergewicht  | Yoo Kwang-sun    | Südkorea     | Céline Lebrun     | Frankreich  |
| Schwergewicht      | Anis Chedly      | Tunesien     | Maki Tsukada      | Japan       |

## Siegerliste des Turniers 2006
Das zweite Super World Cup Tournoi de Paris fand vom 11. bis zum 12. Februar 2006 statt.
| Gewichtsklasse     | Männer             |           | Frauen               |            |
| ------------------ | ------------------ | --------- | -------------------- | ---------- |
| Superleichtgewicht | Cho Nam-suk        | Südkorea  | Frédérique Jossinet  | Frankreich |
| Halbleichtgewicht  | João Derly         | Brasilien | Shi Junjie           | China      |
| Leichtgewicht      | Georgi Georgiew    | Bulgarien | Sabrina Filzmoser    | Österreich |
| Halbmittelgewicht  | Giuseppe Maddaloni | Italien   | Lucie Décosse        | Frankreich |
| Mittelgewicht      | Hwang Hee-tae      | Südkorea  | Catherine Jacques    | Belgien    |
| Halbschwergewicht  | Ruslan Gasimow     | Russland  | Céline Lebrun        | Frankreich |
| Schwergewicht      | Yohei Takai        | Japan     | Anne-Sophie Mondière | Frankreich |

## Siegerliste des Turniers 2007
Das dritte Super World Cup Tournoi de Paris fand vom 10. bis zum 11. Februar 2007 statt.
| Gewichtsklasse     | Männer           |               | Frauen               |            |
| ------------------ | ---------------- | ------------- | -------------------- | ---------- |
| Superleichtgewicht | Nicat Şıxəlizadə | Aserbaidschan | Wu Shugen            | China      |
| Halbleichtgewicht  | Hiroyuki Akimoto | Japan         | Sheila Espinosa      | Kuba       |
| Leichtgewicht      | Yusuke Kanamaru  | Japan         | Lena Göldi           | Schweiz    |
| Halbmittelgewicht  | Guillaume Elmont | Niederlande   | Virginie Henry       | Frankreich |
| Mittelgewicht      | Chassanbi Taow   | Russland      | Leire Iglesias       | Spanien    |
| Halbschwergewicht  | Daniel Hadfi     | Ungarn        | Maryna Pryschtschepa | Ukraine    |
| Schwergewicht      | Kōsei Inoue      | Japan         | Maki Tsukada         | Japan      |

## Siegerliste des Turniers 2008
Das vierte Super World Cup Tournoi de Paris fand vom 9. bis zum 10. Februar 2008 statt.
| Gewichtsklasse     | Männer            |              | Frauen            |            |
| ------------------ | ----------------- | ------------ | ----------------- | ---------- |
| Superleichtgewicht | Hiroaki Hiraoka   | Japan        | Feng Gao          | China      |
| Halbleichtgewicht  | Kim Joo-jin       | Südkorea     | Xian Dongmei      | China      |
| Leichtgewicht      | Sergiu Toma       | Moldau       | Sabrina Filzmoser | Österreich |
| Halbmittelgewicht  | Alibek Baschkajew | Russland     | Lucie Décosse     | Frankreich |
| Mittelgewicht      | Chassanbi Taow    | Russland     | Gévrise Émane     | Frankreich |
| Halbschwergewicht  | Ilias Iliadis     | Griechenland | Yang Xiuli        | China      |
| Schwergewicht      | Teddy Riner       | Frankreich   | Tong Wen          | China      |